# Zhuge Xuan
Zhuge Xuan (诸葛玄; ... – 197) è stato il fratello di Zhuge Gui, padre del celebre Zhuge Liang.

## Biografia
Nato a Langye, servì sotto Yuan Shu come amministratore di Yuzhang, ma passo poi nelle file di Liu Biao.